# Canon de 37 mm SA 18
Pour les articles homonymes, voir Canon de 37 mm.
Le canon de 37 S. A. pour chars légers, ou 37 mm SA 18 L/21 Puteaux, est une arme mise en service durant la Première Guerre mondiale par l'armée française et montée sur des véhicules de combat.

## Historique du37mmSA 18
L'utilisation de canons sur des véhicules débute dans l'armée française en 1914 par l'installation de 37 mm modèle 1885 sur des Peugeot 146.
L'origine du canon de 37 mm SA 18 remonte au canon de 37 mm TR Mle 16 d'infanterie. Cette arme est créée par Gilbert Garnier à l'arsenal de Puteaux (APX), à l'instigation du général Estienne et de Ferdinand Foch. Il l'adapte dans des versions pour avion, tir antiaérien et à usage sous blindage, sous le nom de 37 mm Mle 1917 pour automitrailleuses.
Le modèle 37 mm SA 18 est une nouvelle version avec une culasse semi-automatique, d'où l'appellation « SA ». Le 37 mm Mle 18 modifié 37 est à nouveau mis en production en 1937 et jusqu'en mai 1940 pour équiper les blindés fabriqués à cette période.
Il est remplacé par le 37 mm SA 38.

## Caractéristiques
Cette arme simple et fiable est conçue pour une utilisation contre l'infanterie et les nids de mitrailleuse. Le chargement par la culasse et une alimentation semi-automatique assure une cadence de tir de vingt coups par minute. Le tube long de 21 calibres permet le tir en site négatif (vers le bas). L'arme est dotée d'une lunette de pointage et servie par une personne. Sa faible vitesse initiale la rend peu efficace sur les blindages mais suffisante contre des véhicules légèrement protégés.

### Munitions

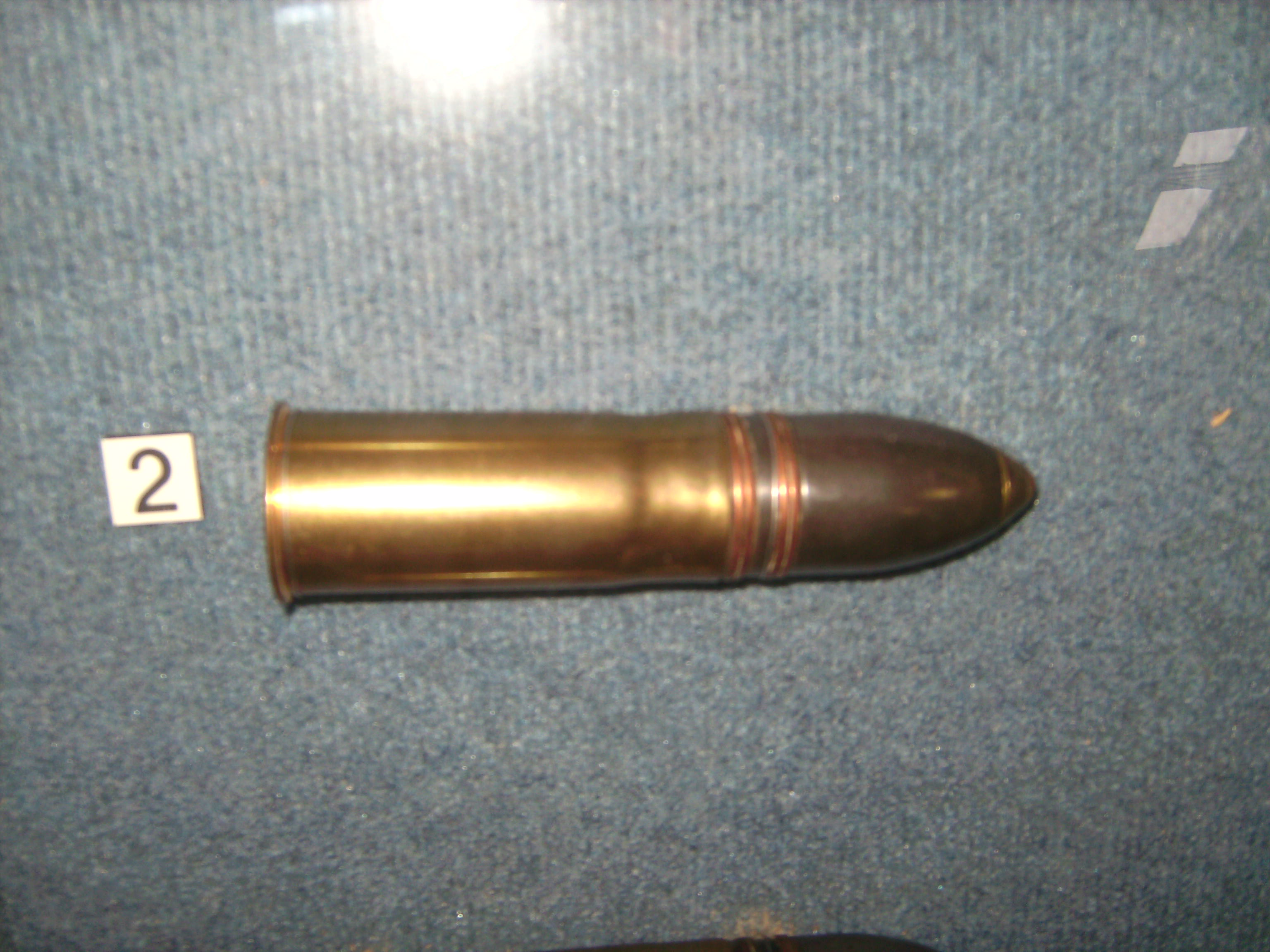
Un obus de 37 mm.

Plusieurs types d'obus en 37 × 94 mm R sont développés comme munition pour le 37 mm SA 18 :
| Type d'obus                                         | Poids du projectile (g) | Vitesse (m/s) | Charge d'explosif (g) |
| --------------------------------------------------- | ----------------------- | ------------- | --------------------- |
| Obus explosif Mle 1916                              | 555                     | 367           | 30                    |
| Obus explosif Mle 1937                              | 555                     | 440           | 56                    |
| Obus de rupture Mle 1892 m.24 (non coiffé)          | 500                     | 388           | 15                    |
| Obus de rupture Mle 1935 (coiffé avec fausse ogive) | 390                     | 600           | /                     |
| Obus ogival plein Mle 1916                          | 455                     | 402           | nul                   |

L'obus de rupture Mle 1935 est capable de percer 21 mm de blindage incliné à 35° à 400 m de distance.

## Production et utilisation

### France

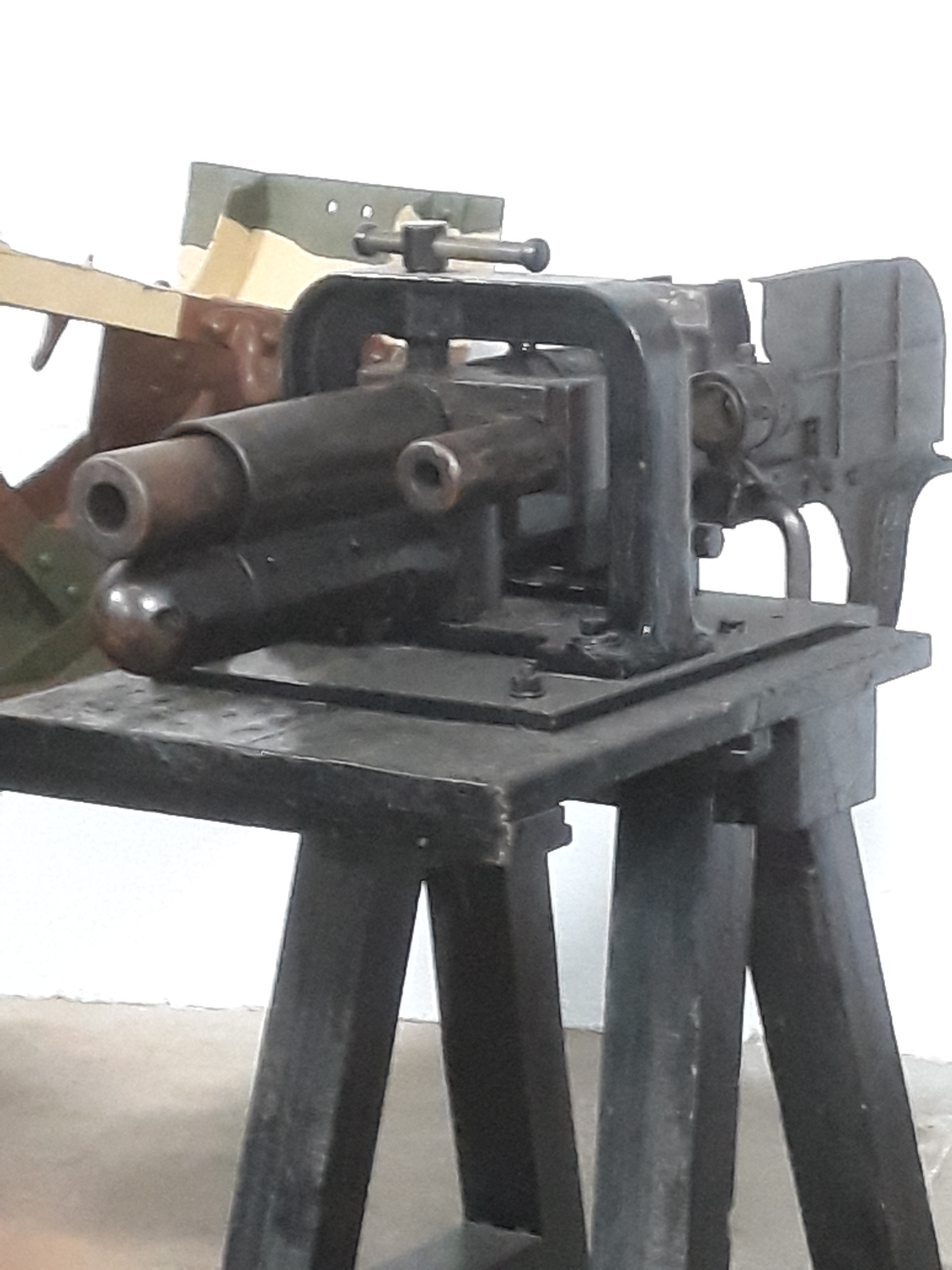

Le canon 37 mm SA 18 est mis en production pour équiper en 1918 une part importante des chars Renault FT, produits à plus de 4 700 exemplaires et l'automitrailleuse de cavalerie White sortie à 230 exemplaires. 
Les automitrailleuses de cavalerie Citroën P 4, Schneider P 16 et AMR Citroën-Kégresse P28 reçoivent l'arme en 1923, 1929 et 1931, ainsi que la version modernisée de la White, la Laffly 50 AM en 1933-1934, et l'automitrailleuse de découverte Panhard 165/175 TOE.
Cette arme est standardisée sur les chars d'accompagnement d'infanterie Renault R35, Hotchkiss H35 et FCM 36 construits à plus de 1 450, 400 et 100 exemplaires. Elle est utilisée ici dans son rôle premier de suppression de l'infanterie et des nids de mitrailleuse.

### Pologne
Plusieurs blindés polonais sont équipés du canon 37 mm SA 18, l'automitrailleuse semi-chenillée Samochód pancerny wz. 28 (en) sur base Citroën Kégresse B2 en 1928, l'automitrailleuse Samochód pancerny wz. 29 Ursus (en) en 1929 et l'automitrailleuse Samochód pancerny wz. 34 (en) en 1935.

## Galerie photographique

Véhicules utilisant le canon SA-18 de 37mm
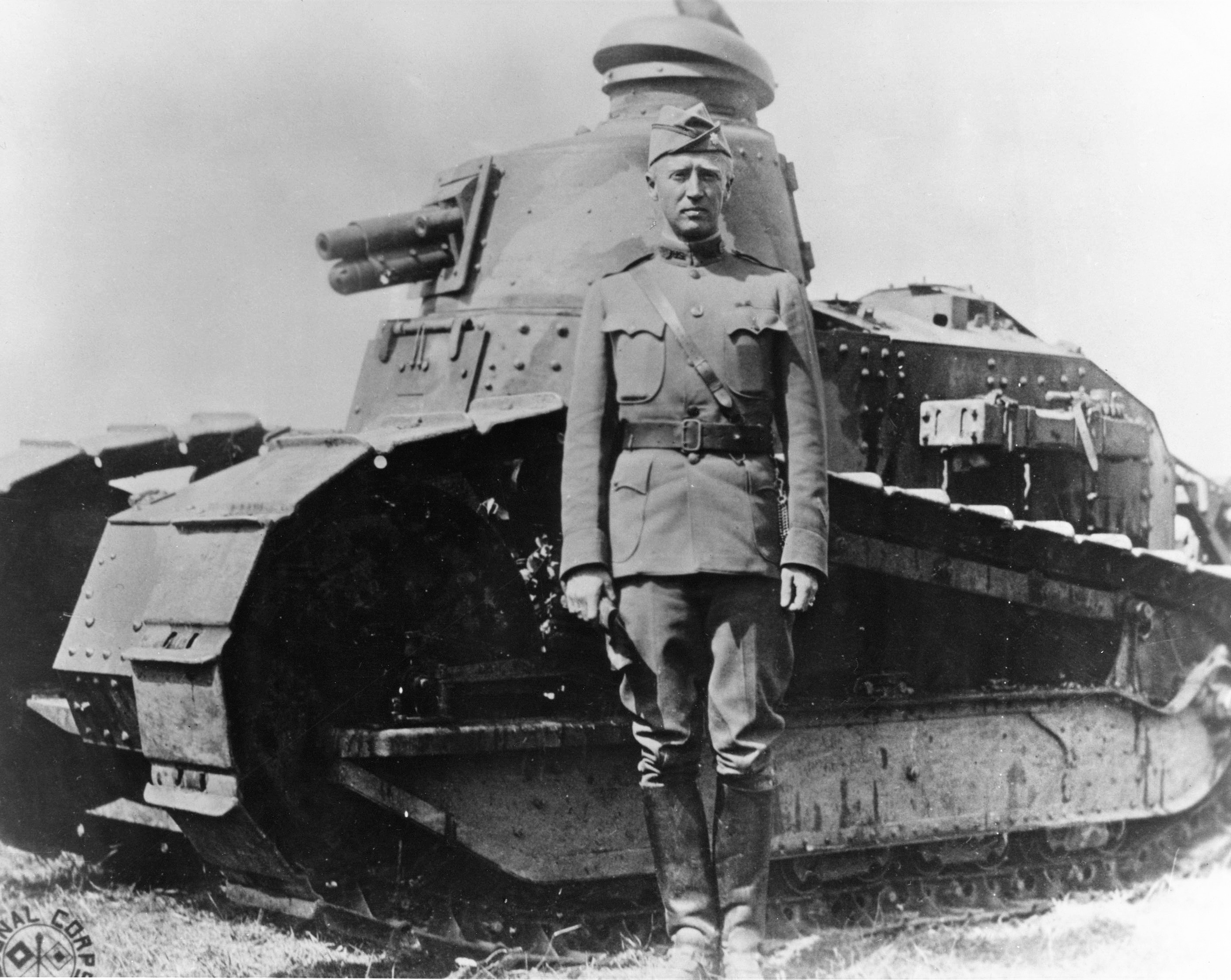
Le futur général George Patton posant devant un Renault FT en 1918.
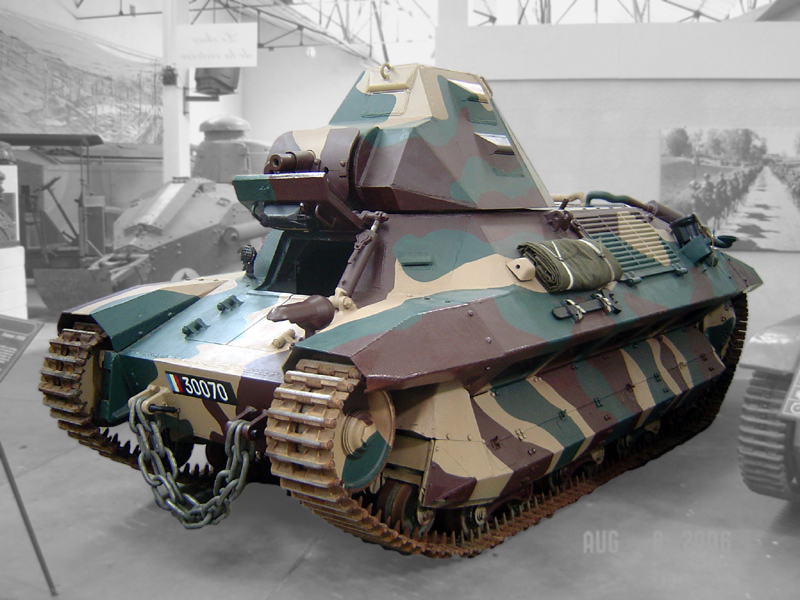
FCM 36 exposé au musée des blindés de Saumur
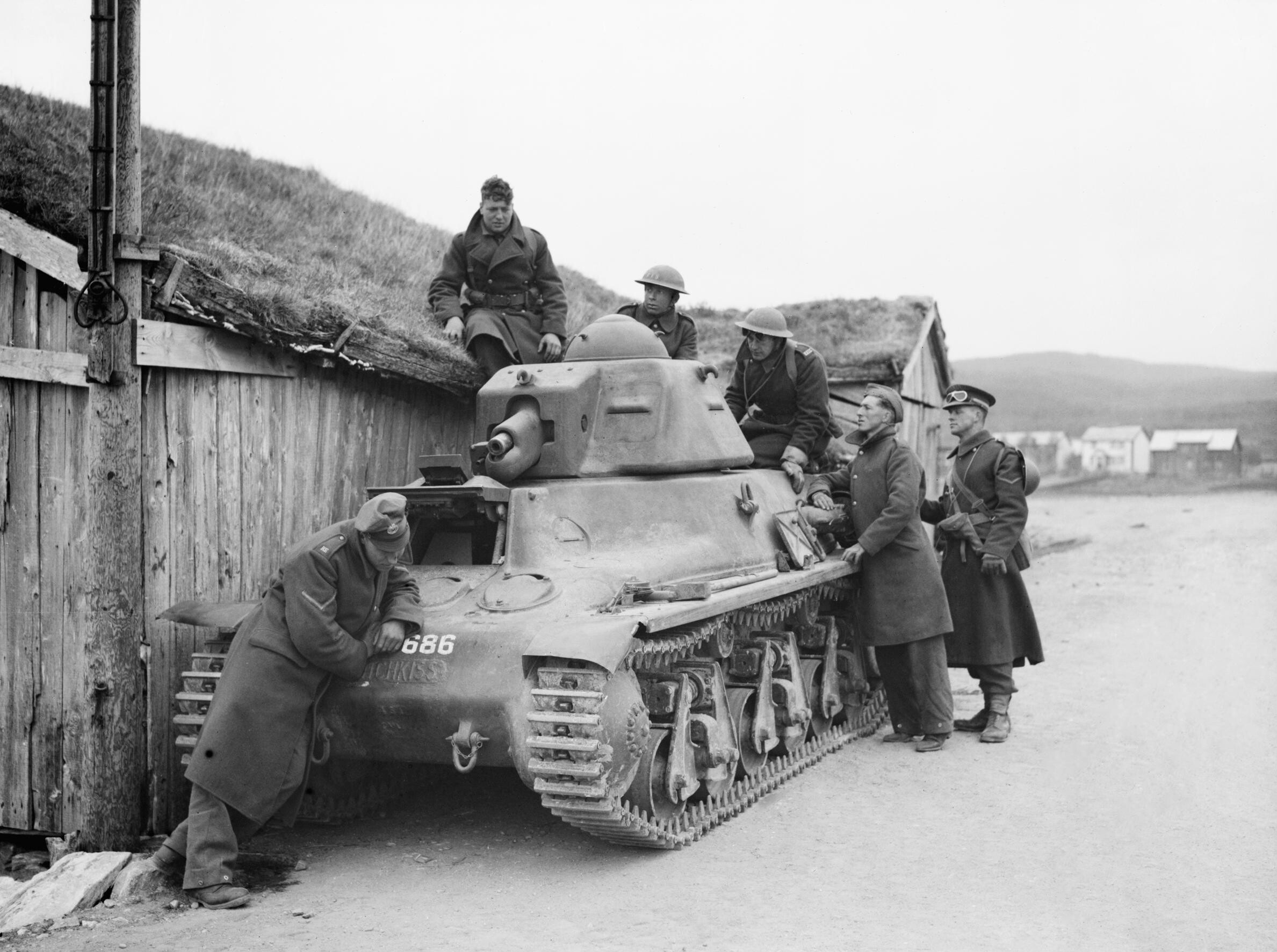
Hotchkiss H39
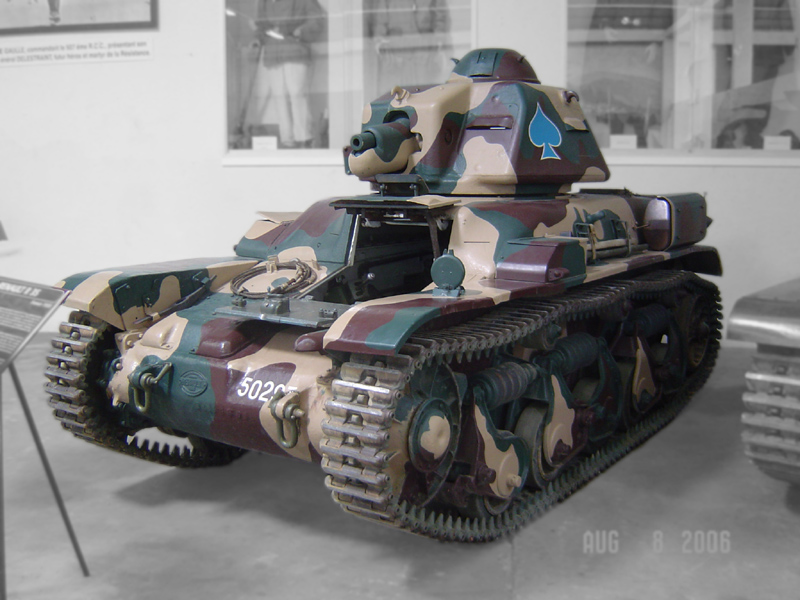
Renault R35 exposé au musée des blindés de Saumur

## Sources et bibliographie
: document utilisé comme source pour la rédaction de cet article.
- Puteaux 1918 : Ateliers de construction de Puteaux, Canon de 37 S.A. pour chars légers, 1918, in-16 (Service historique de la Défense, 2013-234111), Gallica BnF,
- Ministère de la Guerre 1924 : Ministère de la Guerre, Instruction sur le canon de 37 mm. modèle semi-automatique des autos-mitrailleuses de cavalerie (Édition mise à jour au 1er mai 1924 de l'Instruction sur le canon de 37 mm. modèle semi-automatique des autos-canons de cavalerie), imprimerie nationale, Paris, 1924, 69 p. avec figures, Gallica BnF,
- École des chars de combat 1935 : École des chars de combat, Aide-mémoire d'instruction pour les unités de chars légers : Canon de 37 S. A., Presse de l'école des chars de combat, 1935, 30 p. (Service historique de la Défense, 2015-201413), Gallica BnF,
- La Jaune et la Rouge 1965 : IN MEMORIAM, Gilbert Garnier, La Jaune et la Rouge X (Polytechnique), publication mensuelle, mai 1965, no 193, p. 25
- Ferrard 1979 : Stéphane Ferrard, L'Armement de l'infanterie française, 1918-1940, Gazette des armes, vol. 8, Hors-série, Collection Armes et uniformes, Argout éditions, 1979, 72 p.
- François Vauvillier, Un état de situation des chars d'infanterie le 10 mai 1940, avec une planche centrale synoptique, GUERRE, BLINDÉS & MATÉRIEL no 74, novembre 2006, p. 78-79
- Zaloga 2011 : Steven J. Zaloga,  French Tanks of World War I, 2011, New Vanguard 173, ed. Osprey Publishing, 2011,  (ISBN 1780962134 et 9781780962139), 48 p.
- Battistelli, Pier Paolo Battistelli,  Panzer Divisions: The Blitzkrieg Years 1939-40, Battle Orders vol. 32, éd. Osprey Publishing, 2013,  (ISBN 1472800427 et 9781472800428), 96 p.
- Zaloga 2014 : Steven J. Zaloga, ill. Ian Palmer, French Tanks of World War II (1): Infantry and Battle Tanks, New Vanguard Series, ed. Osprey Publishing, 2014,  (ISBN 1782003894 et 9781782003892), 48 p.
- Vauvillier 2012 : François Vauvillier, Tous les blindés de l'armée française - 1914-1940, Histoire de guerre, blindés & matériel, GBM 100, avril, mai, juin 2012,  (ISSN 1956-2497), 111 p.
- Prenatt et Morshead 2015 : Jamie Prenatt, Henry Morshead, Polish Armor of the Blitzkrieg, New Vanguard Vol. 224, Osprey Publishing, 2015,  (ISBN 1472808266 et 9781472808264), 48 p.